# Галечко, София
София Галечко (укр. Софі́я Гале́чко; 3 мая 1891, Новы-Сонч — 31 августа 1918, Пасечная) — украинский военный деятель, хорунжая легиона Украинских сечевых стрельцов (УСС).

## Биография
Родилась в семье почтового чиновника. Окончила философский факультет Грацского университета. Участвовала в украинском национальном молодёжном движении. Была членом скаутской организации «Пласт».
В начале Первой мировой войны, будучи студенткой, добровольно вступила в Легион Украинских сечевых стрельцов. Сначала была медсестрой, позже добилась направления в боевые подразделения на фронт, служила разведчицей, стрельцом, четарем. С сентября 1914 — хорунжая, командир стрелковой четы (роты) под командованием Зенона Носковского.
В 1914 году Галечко была награждена серебряной «Медалью за храбрость» II класса. Отличилась в боях в районе Тернополя. 14 сентября 1915 года умелыми действиями во главе четы спасла от поражения курень УСС.
Участвовала в боях в Карпатах (зима 1914—1915), отличилась в Сражении на горе Маковка, за что была награждена второй серебряной «Медалью за храбрость», на Подолье (1916).
С апреля 1916 года служила в запасной части — Коше Легиона УСС. Трагически погибла во время купания в горной реке у с. Пасечная. Была похоронена в урочище Розтока.

## Память
- В ноябре 1990 года на могиле С. Галечко сооружён памятник.
- В Ивано-Франковске и других городах Западной Украины есть улицы названные именем Софии Галечко.